# Orlowka (Kaliningrad)
Orlowka (russisch Орловка, deutsch Nesselbeck) ist ein Ort in der russischen Oblast Kaliningrad. Er gehört zur kommunalen Selbstverwaltungseinheit Stadtkreis Gurjewsk im Rajon Gurjewsk.

## Geographische Lage
Orlowka liegt im mittleren Samland zehn Kilometer nördlich des Stadtzentrums von Kaliningrad (Königsberg) an der Regionalstraße 27A-001 (ex Fernstraße A191). Der Ort ist seit 1885 Bahnstation, bis 1945 Nesselbeck, seither „O.p.7 km“ (russisch: ostanowotschny punkt = Haltepunkt) an der Bahnstrecke Kaliningrad–Selenogradsk–Pionerski (Königsberg–Cranz–Neukuhren).

## Geschichte
Aus dem bis 1946 „Nesselbeck“ genannte Gutsdorf wurde am 26. Oktober 1893 der Gutsbezirk Nesselbeck innerhalb des Amtsbezirks Trutenau (russisch: Medwedewka) gebildet und gehörte bis 1939 zum Landkreis Königsberg (Preußen), danach bis 1945 zum Landkreis Samland im Regierungsbezirk Königsberg der preußischen Provinz Ostpreußen. Das Nesselbecker Gut gehörte über Jahrhunderte der Familie von Schendorff.
Im Jahre 1910 zählte Nesselbeck 184 Einwohner. Am 30. September 1928 verlor das Dorf seine Eigenständigkeit und wurde nach Trutenau (Medwedewka) eingemeindet.
Infolge des Zweiten Weltkrieges kam Nesselbeck mit dem nördlichen Ostpreußen zur Sowjetunion. Der Ort erhielt im Jahr 1947 die russische Bezeichnung Orlowka und wurde gleichzeitig dem Dorfsowjet Matrossowski selski Sowet im Rajon Gurjewsk zugeordnet. Später gelangte der Ort in den Kutusowski selski Sowet. Von 2008 bis 2013 gehörte Orlowka zur Landgemeinde Kutusowskoje selskoje posselenije und seither zum Stadtkreis Gurjewsk.
Das frühere Gutshaus wurde in jüngster Zeit wiederhergestellt, ebenso einige Stallgebäude, in denen heute eine Pferdepension untergebracht ist. Im damaligen Schweinestall befindet sich heute ein Sommerrestaurant.

## Kirche
Bis 1945 war die fast ausnahmslos evangelische Bevölkerung Nesselbecks in das Kirchspiel der Pfarrkirche in Quednau (russisch: Sewernaja Gora), heute im Leningrader Rajon der Stadt Kaliningrad gelegen, eingepfarrt. Sie gehörte zum Kirchenkreis Königsberg-Land II in der Kirchenprovinz Ostpreußen der Kirche der Altpreußischen Union. Letzter deutscher Geistlicher war Pfarrer Johann Gustav Brehm.
Heute liegt Orlowka im Einzugsbereich der Auferstehungskirche in Kaliningrad (Königsberg) in der Propstei Kaliningrad der Evangelisch-lutherischen Kirche Europäisches Russland (ELKER).